# 沃爾夫火山
沃爾夫火山（Volcán Wolf）是加拉巴哥群島的最高峰，位於伊莎貝拉島北部，海拔1,710公尺。沃爾夫火山是一座盾狀火山，最近一次噴發是在2022年一月。

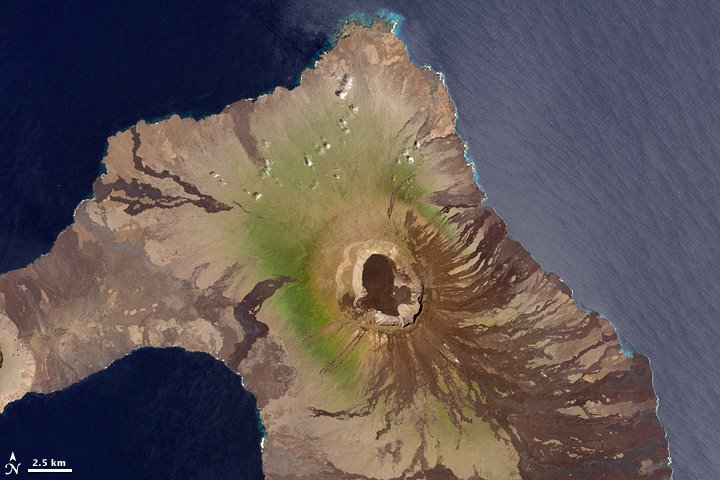
沃爾夫火山

1. ↑  Welle (www.dw.com), Deutsche. . DW.COM.   [2022-01-07]. （原始内容存档于2023-12-08） （英国英语）.